# Photodinese
Der Ausdruck Photodinese bzw. Traumatodinese bezeichnet in der Botanik das Erzeugen bzw. Beschleunigen einer Plasmaströmung in einer Zelle durch Licht. Diese kann in Form einer Rotation (Bsp.: Elodea canadensis, kanad. Wasserpest), Zirkulation (Brennhaar der Urtica dioica, Brennnessel) oder Gleitbewegung (Allium cepa, Küchenzwiebel) vor sich gehen.
Bei den meisten dazu untersuchten Pflanzen ist das Phytochrom-System für die Photodinese verantwortlich.